# Hypofluorige Säure
Als Hypofluorige Säure, selten auch Hydroxylfluorid oder veraltet Unterfluorige Säure genannt, bezeichnet man die einzige bekannte Sauerstoffsäure des Fluors. Sie besitzt die Summenformel HOF. Ihre Salze würden als Hypofluorite bezeichnet, sind jedoch unbekannt.
Formal besitzt Sauerstoff in dieser Verbindung die Oxidationsstufe 0.

## Gewinnung und Darstellung
Hypofluorige Säure entsteht in geringen Mengen neben Flusssäure und Sauerstoff bei der Reaktion molekularen Fluors mit Eis bei −40 °C. Durch Ausfrieren in einer mit flüssigem Stickstoff gekühlten Kühlfalle kann sie als weißer Feststoff erhalten werden.
{\displaystyle \mathrm {6\ F_{2}+6\ H_{2}O\longrightarrow 8\ HF+\ O_{2}+4\ HOF} }
Bei dieser Reaktion entsteht Hypofluorige Säure effektiv jedoch nicht in dieser Stöchiometrie, da ein großer Teil der gebildeten Säure sofort weiter reagiert und nur der kleinere Teil erhalten werden kann.

## Eigenschaften

### Physikalische Eigenschaften

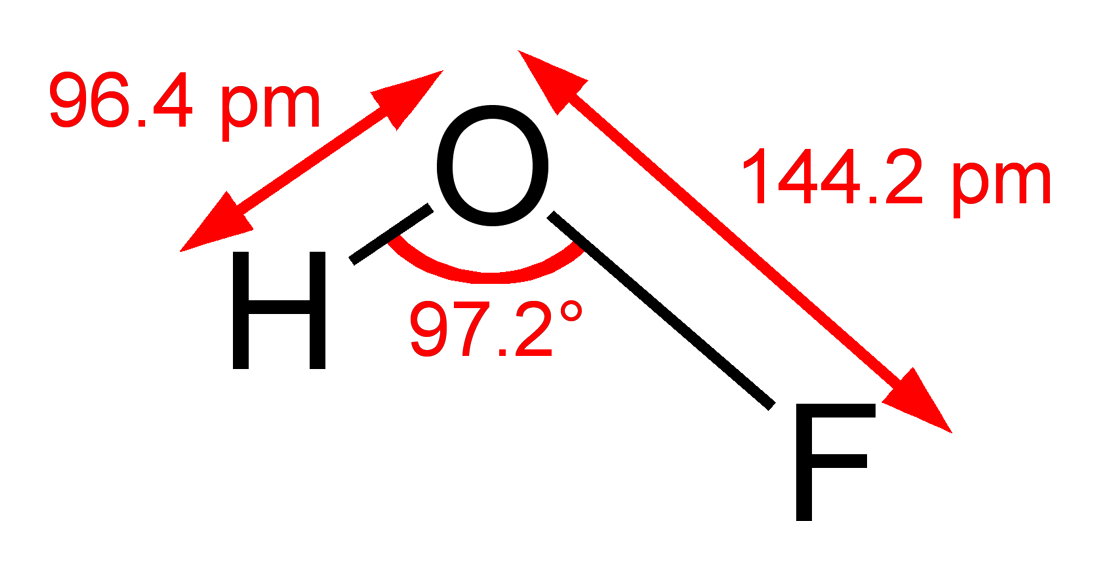
Strukturformel der Hypofluorigen Säure, mit Angabe des Bindungswinkels und der Bindungslänge

Hypofluorige Säure ist gewinkelt aufgebaut (Bindungswinkel von 97,2°). Die Bindungslänge O–H beträgt 96,4 pm, die von O–F 144,2 pm.

### Chemische Eigenschaften
Hypofluorige Säure ist instabil und zersetzt sich unter Bildung von Flusssäure und Sauerstoff.
{\displaystyle \mathrm {2\ HOF\longrightarrow 2\ HF+\ O_{2}} }
Sie ist ein sehr starkes Oxidationsmittel.
Die Salze der Hypofluorigen Säure sind unbekannt. Lediglich von der protonierten Form der freien Säure (H2OF+) können wenige Salze auf aufwendigem Wege erhalten werden.